# Sowerbyella
Sowerbyella — рід грибів родини Pyronemataceae. Назва вперше опублікована 1938 року.

## Галерея

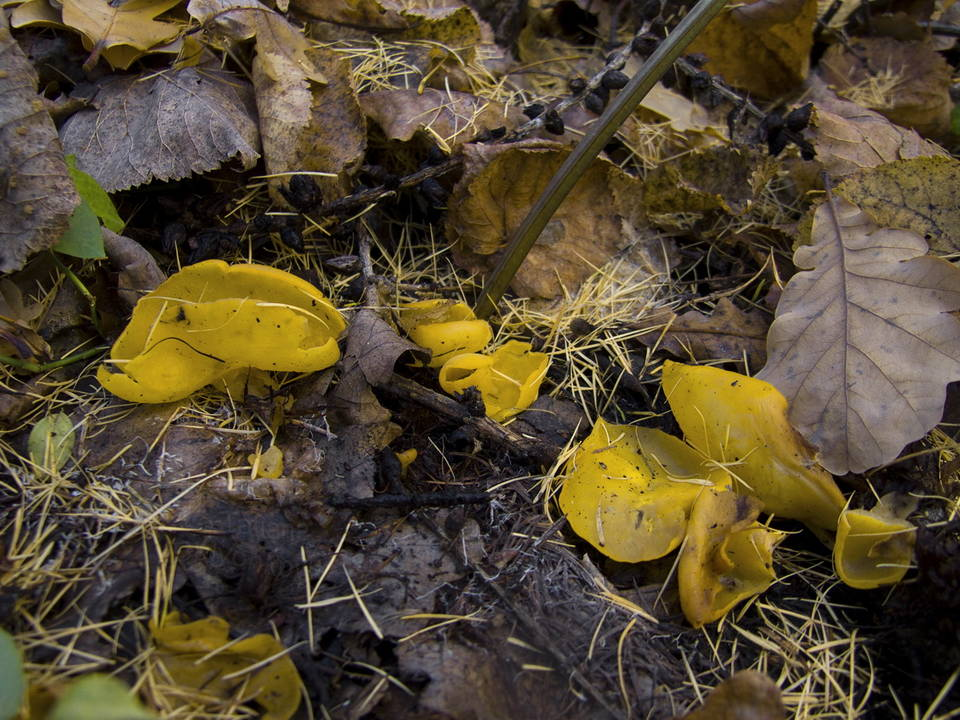
Sowerbyella imperialis
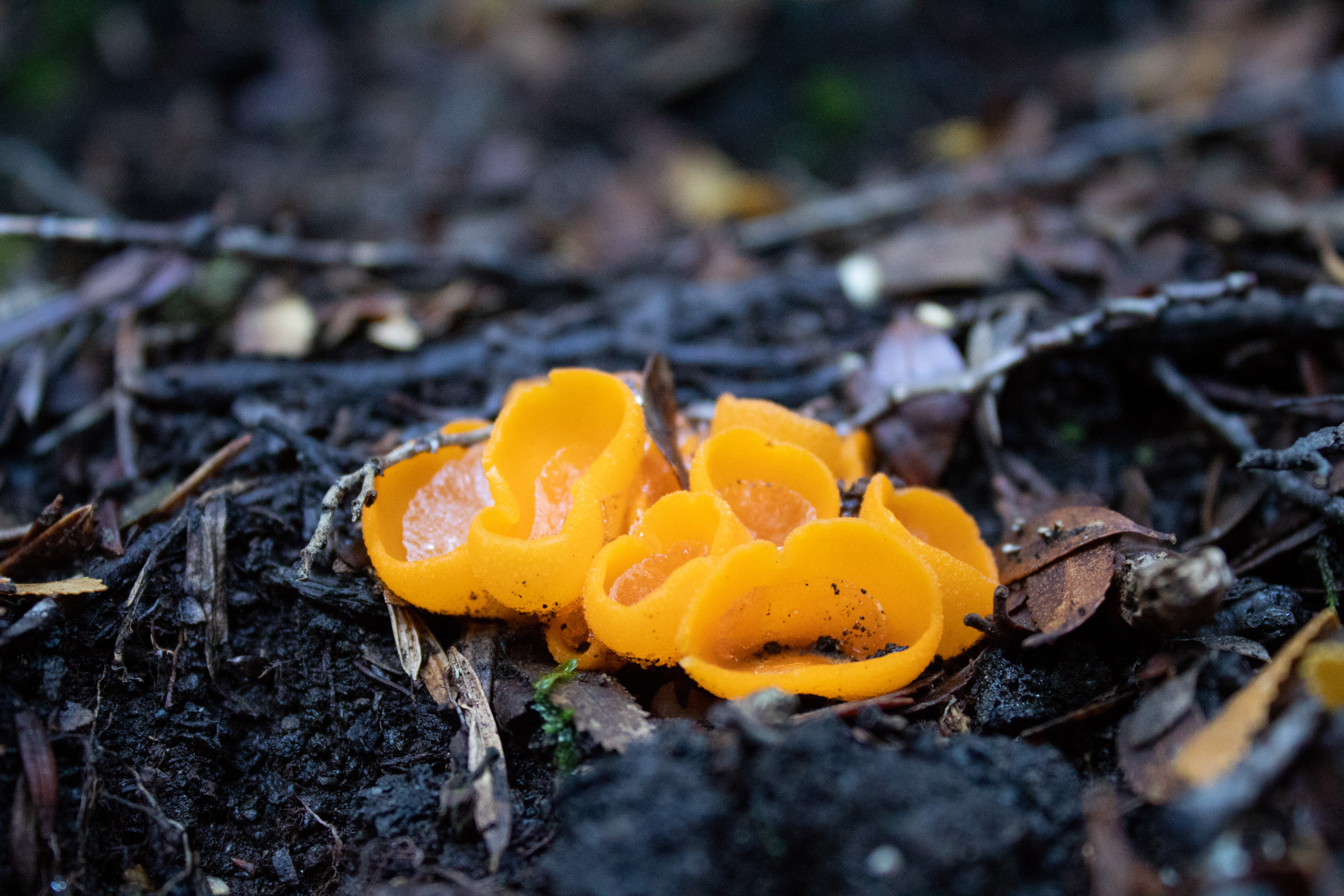
Sowerbyella rhenana
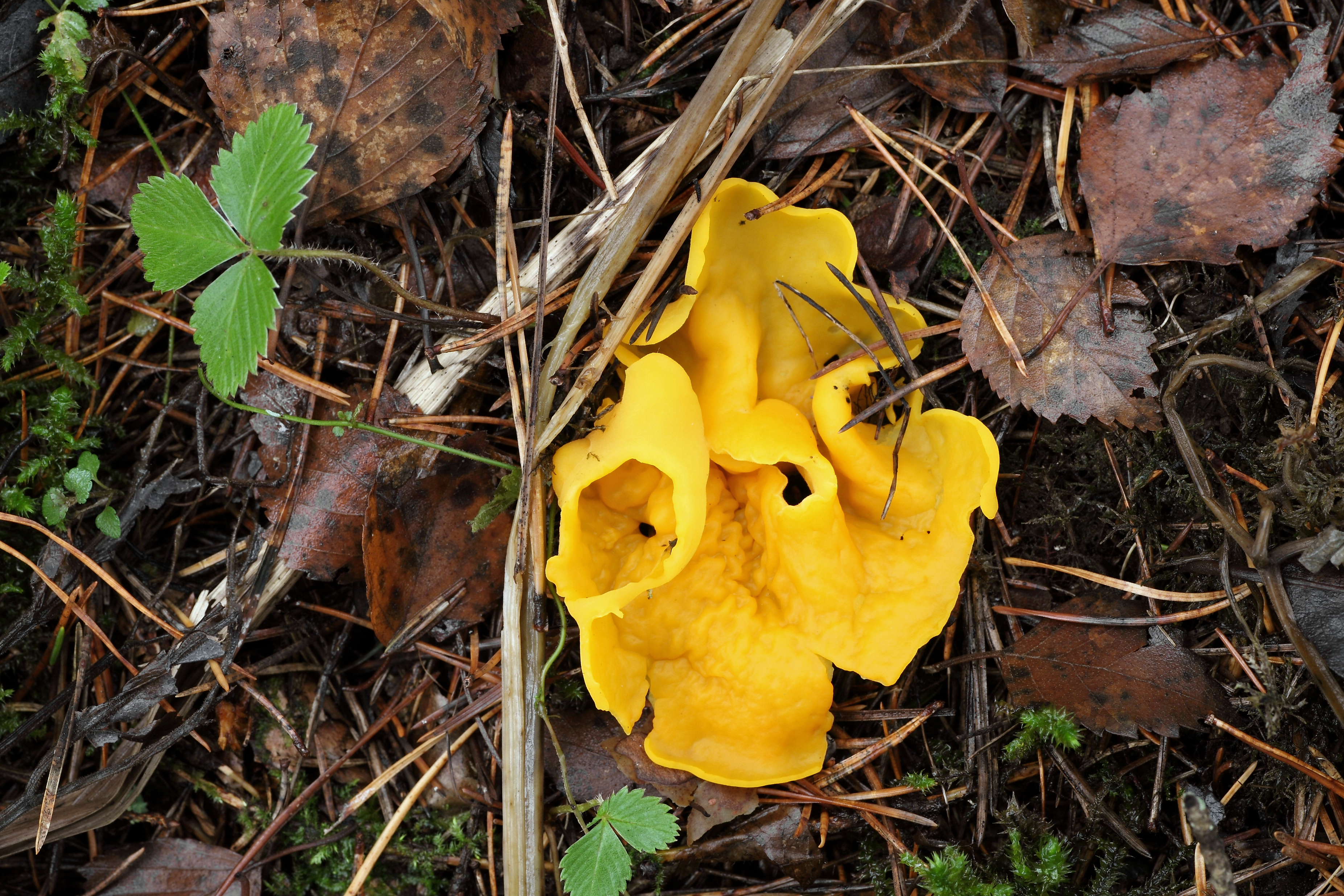
Sowerbyella imperialis